# آب‌های تیره (فیلم)
آب‌های تیره (انگلیسی: Dark Waters) یک فیلم زندگی‌نامه‌ای مهیج حقوقی و زیست‌محیطی به کارگردانی تاد هینز است که از سوی فوکس فیچرز در ۲۲ نوامبر ۲۰۱۹ منتشر شد.

## داستان
این فیلم داستان یک وکیل به نام رابرت بیلوت را به تصویر می‌کشد که تصمیم می‌گیرد علیه یک شرکت بزرگ تولید مواد شیمیایی به اسم دوپونت که با استفاده از ماده شیمیایی POFA باعث ایجاد آلودگی و صدمات زیادی به محیط زیست شده است، یک پرونده ایجاد کند و در مقابل این شرکت بایستد. اما…

## صفحه‌های مرتبط
فاکس‌کچر (فیلم)
خانواده دو پانت
Hagley Museum and Library
Longwood Gardens
Krebs Pigments and Chemical Company
Team Foxcatcher
Per- and polyfluoroalkyl substances
DuPont v. Kolon Industries
شیطانی که می شناسیم